# Leszek Drogosz

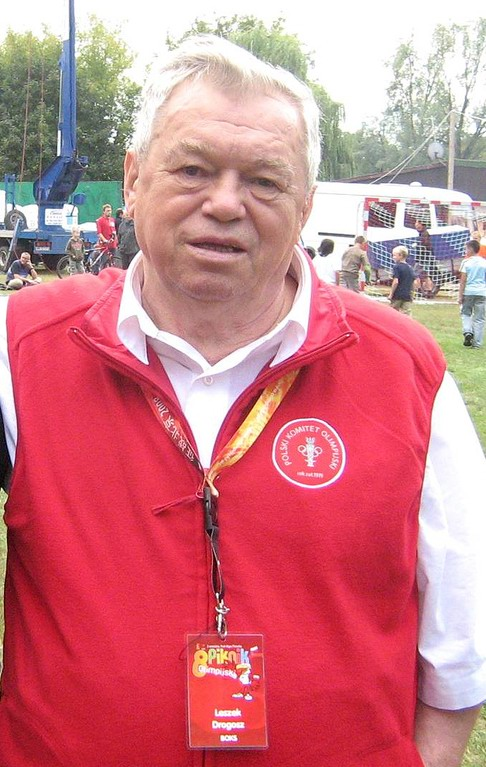
Leszek Drogosz 2007

Leszek Melchior „Lech“ Drogosz (* 6. Januar 1933 in Kielce; † 7. September 2012 ebenda) war ein polnischer Boxer. Er war dreifacher Europameister der Amateure und Gewinner der Bronzemedaille bei den Olympischen Spielen 1960 in Rom im Weltergewicht.

## Leben
Leszek Drogosz wuchs in Kielce auf und begann dort 1946 als Jugendlicher bei SHL Stal Kielce mit dem Boxen. Bereits im Juniorenbereich zählte er zu den besten polnischen Boxern – ein Verdienst seines damaligen Trainers Jan Szczyglowski. Er absolvierte eine Lehre als Mechaniker und besuchte anschließend ein Technikum in Warschau. Er boxte deshalb zu Beginn der 1950er Jahre für CWKS Warschau. Später war er für LTS Łabędy aktiv und beendete seine Laufbahn 1968 bei Blekitni Kielce.
Obwohl Leszek Drogosz 1952 noch nicht polnischer Meister geworden war, nahm er an den Vorbereitungen für die Olympischen Spiele dieses Jahres in Helsinki teil und konnte dort den legendären polnischen Staatstrainer Feliks Stamm so überzeugen, dass er bei den Olympischen Spielen im Federgewicht (bis 57 kg Körpergewicht) eingesetzt wurde. Er gewann in Helsinki seinen ersten Kampf gegen Pedro Galasso aus Brasilien, unterlag aber im Viertelfinale dem Italiener Sergio Caprari nach Punkten und musste ohne Medaillengewinn ausscheiden.
Im Jahre 1953 wurde Leszek Drogosz im Halbweltergewicht (bis 63,5 kg Körpergewicht) erstmals polnischer Meister. Er durfte deshalb im selben Jahr bei der Europameisterschaft in Warschau in dieser Gewichtsklasse an den Start gehen und wurde dort u. a. mit Siegen über Francisc Ambrus aus Rumänien im Halbfinale und über Terry Milligan aus Irland im Finale Europameister.
Zwei Jahre später verteidigte er diesen Titel bei der Europameisterschaft in Berlin (West) erfolgreich. Er benötigte dazu fünf Siege. Er wurde jeweils Punktsieger über Karl-Heinz Boveleth aus der Bundesrepublik Deutschland, Leopold Potesil aus Österreich und Bruno Ravaglia aus Italien. Dann feierte er im Halbfinale einen der größten Siege seiner Boxerlaufbahn, als er den ungemein starken sowjetischen Meister Wladimir Jengibarjan auspunktete. Im Finale gelang ihm dann ein sicherer Punktsieg über Pál Budai aus Ungarn.
Bei den Olympischen Spielen 1956 in Melbourne traf Leszek Drogosz gleich in der ersten Runde auf Wladimir Jengibarjan, dem die Revanche für die Vorjahresniederlage gelang und der Leszek Drogozs klar nach Punkten besiegte. Damit schied dieser frühzeitig aus, ohne im weiteren Turnierverlauf zeigen zu können, ob er für eine Medaille reif gewesen wäre.
Leszek Drogosz war erst wieder bei der Europameisterschaft 1959 in Luzern im Weltergewicht (damals bis 67 kg Körpergewicht) am Start. Dabei gelang ihm im Achtelfinale ein imponierender Abbruchsieg in der 2. Runde über Richardas Tamulis aus der UdSSR. Ferner besiegte er im Viertelfinale Andres Navarre Moreno aus Spanien und im Halbfinale Bruno Guse aus der DDR sicher nach Punkten. Im Finale besiegte er den starken Italiener Carmelo Bossi klar nach Punkten und wurde zum dritten Mal Europameister bei den Amateuren.
Im Jahre 1960 gelang Leszek Drogosz in Rom bei seiner dritten Teilnahme an Olympischen Spielen der ersehnte Medaillengewinn. Er besiegte dort Benni Nielsen aus Dänemark, Ghasem Vavar Kandi, Iran, und Henry Loubscher aus Südafrika jeweils nach Punkten und unterlag im Halbfinale Juri Radonjak aus der UdSSR umstritten mit 2:3 Richterstimmen. Ihm blieb damit die Bronzemedaille.
Leszek Drogosz wurde neben dem Titelgewinn bei der polnischen Meisterschaft 1953 im Halbweltergewicht in den Jahren 1954, 1955, 1958, 1960, 1061, 1964 und 1967 auch polnischer Meister im Weltergewicht. An internationalen Meisterschaften beteiligte er sich nach den Olympischen Spielen 1960 in Rom nicht mehr.
Im Laufe seiner Karriere startete Leszek Drogosz zwischen 1952 und 1960 in 33 Länderkämpfen für Polen und blieb dabei 30 mal siegreich. Diese Länderkämpfe hatten damals einen hohen Stellenwert und waren vor allem bei den Zuschauern sehr beliebt.
1968 beendete er seine Boxerlaufbahn. Er hatte insgesamt 354 Kämpfe bestritten, 340 Siege erzielt und nur 14 Kämpfe verloren.
Zwischen 1967 und 1977 war Leszek Drogosz, der den Spitznamen „Bulakow“ hatte, auch als Filmschauspieler erfolgreich. Ansonsten arbeitete er viele Jahre für den polnischen Boxverband und für seinen Heimatverein Blekitni Kielce als Boxtrainer. Sein bester Schüler war dabei Witold Stachurski.

## Erfolge

### Internationale Erfolge
(OS = Olympische Spiele, EM = Europameisterschaft, Fe = Federgewicht, Hw = Halbweltergewicht, We = Weltergewicht, damals bis 57 kg, 63,5 kg u. 67 kg Körpergewicht)
| Jahr | Platz  | Wettbewerb          | Gewichtsklasse | |
| 1953 | 1.     | EM in Warschau      | Halbwelter     | vor Terry Milligan, Irland, Francesco Ambrus, Rumänien u. Bela Szakacs, Ungarn                         |
| 1955 | 1.     | EM in Berlin (West) | Halbwelter     | vor Pál Budai, Ungarn, Wladimir Jengibarjan, UdSSR und H. Petersen, Dänemark                           |
| 1959 | 1.     | EM in Luzern        | Welter         | vor Carmelo Bossi, Italien, Bruno Guse, DDR u. Harry Perry, Irland                                     |
| 1960 | Bronze | OS in Rom           | Welter         | hinter Giovanni Benvenuti, Italien und Juri Radonjak, UdSSR, gemeinsam mit James Lloyd, Großbritannien |

### Länderkämpfe

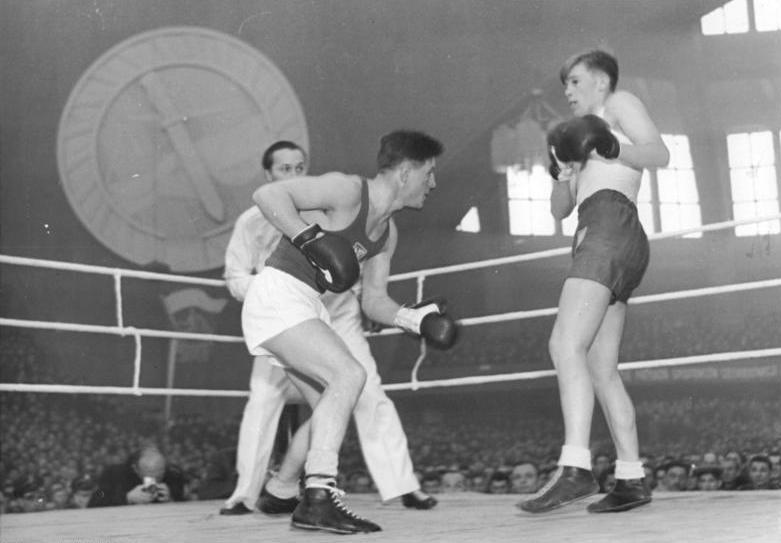
Länderkampf 1952 Polen gegen Tschechoslowakei: Drogosz (rechts) gewinnt über Zachara

- 1952 in Wrocław: Polen gegen Tschechoslowakei, Fe, Punktsieger über Ján Zachara
- 1952 in Moskau: UdSSR gegen Polen, Fe, Punktniederlage (1:2) gegen Alexander Fedossejewitsch Sassuchin
- 1952 in Moskau: Polen gegen DDR, Fe, Punktsieger über Walter Karnberger
- 1952 in Moskau: Polen gegen Tschechoslowakei, Fe, Punktsieger über Jan Stehlik
- 1952 in Moskau: Polen gegen Rumänien, Fe, Punktniederlage gegen Eustatiu Margarit
- 1952 in Moskau: Polen gegen Bulgarien, Fe, Punktsieger über Jordan Gjulew
- 1954 in Budapest: Ungarn gegen Polen, Hw, Punktsieger über Istvan Kisfalvi
- 1954 in Warschau: Polen gegen Belgien, Hw, techn. KO-Sieger 2. R. über Gabriel Gobin
- 1954 in Wrocław: Polen gegen DDR, Hw, Punktsieger über Conny Guthschmidt
- 1954 in Sofia: Bulgarien gegen Polen, We, Punktsieger über Arko Sardarjan
- 1954 in Sofia: Polen gegen UdSSR, We, Punktsieger über Stanislaw Isajew
- 1954 in Sofia: Polen gegen DDR, We, Punktzsieger über Günther Müller
- 1954 in Sofia. Polen gegen Ungarn, We, Punktsieger über Andreas Doeri
- 1954 in Paris: Frankreich gegen Polen, We, Punktsieger über Michael Lombardet
- 1954 in Antwerpen: Belgien gegen Polen, We, Punktsieger über Jean Milaire
- 1954 in Kattowitz: Polen gegen Schweden, We, Punktsieger über Mauri Backman
- 1955 in Warschau: Polen gegen Jugoslawien, We, Punktsieger über Nenad Maric
- 1955 in Prag: Tschechoslowakei gegen Polen, We, Punktsieger üger Josef Kasal
- 1955 in Helsinki: Finnland gegen Polen, Hw, Punktsieger über Ake Kuha
- 1956 in Nowa Huta: Polen gegen Ungarn, Hw, Punktsieger über Bela Szakacs
- 1956 in Warschau: Polen gegen BRD, We, Punktsieger über Manfred Hass
- 1957 in Dortmund: BRD gegen Polen, We, Punktsieger über Karl-Heinz Johannpeter
- 1957 in Warschau: Polen gegen Finnland, We, Punktsieger über Martti Huhtala
- 1957 in London: England gegen Polen, We, Punktsieger über B. Penn
- 1957 in Budapest: Ungarn gegen Polen, We, Punktsieger über Bela Szakacs
- 1958 in Łódź: Polen gegen BRD, Hw, Punktsieger über Erwin Rogosch
- 1958 in Warschau: Polen gegen Frankreich, Hw, Punktsieger über Claude Saluden
- 1958 in Bydgoszcz: Polen gegen Jugoslawien, Hw, Punktsieger über Slobodan Vitic
- 1958 in Warschau: Polen gegen Ungarn, Hw, Punktsieger über Istvan Juhasz
- 1958 in Rostock: DDR gegen Polen, Hw, Punktsieger über Lothar Rödel
- 1958 in Essen: BRD gegen Polen, Hw, Punktsieger über Gerhard Dieter
- 1959 in Zagreb: Jugoslawien gegen Polen, Hw, Punktsieger über Ilja Lukic
- 1959 in Ljubljana: Jugoslawien gegen Polen, Hw, Punktniederlage gegen Ilja Lukic
- 1960 in Łódź: Polen gegen BRD, We, Punktsieger über Hans-Heinrich Dieter